# Kabala
Kabala (hebr. קַבָּלָה‎ – „predanje“, „tradicija“, „primiti“, „prihvatati“) je mistična struja i filozofski sistem u judaizmu.

## Koncepti
Kabala pokušava da ezoteričnim učenjima definiše Tanah i objasni halahu. Kabala je između ostalog učenje o odnosu Boga i stvorenog sveta, o postojanju dobra i zla i o upotrebi svetih imena. Prema Kabali postoje 72 imena za Boga, a univerzum je sastavljen od četiri dimenzije bića.
Kabala uči da je smisao života primati radost i ispunjenje koje je Bog ljudima namenio. Da bi čovek otklonio sve negativne stvari koje ga od toga razdvajaju, potreban je duhovni napor. Kabalu karakteriše okrenutost ka unutrašnjem – pronalasku svetog božanskog u unutrašnjim dubinama svih stvari. Prožeta je i magijskom praksom.

### Primarni tekstovi
Kabala smatra da Biblija u sebi krije sve tajne univerzuma, ali je ne izučava bukvalno kao knjigu zapovesti i zabrana. Kabala sadržava i mnoge predaje iz Talmuda. Prva kabalistička knjiga je Sefer Jecirah (Knjiga stvaranja, Postanak), napisana u 3. veku, koja objašnjava stvaranje sveta putem mistične simbolike deset brojeva i 22 slova hebrejske azbuke. Pre toga, učenje se prenosilo usmeno.
Najvažniji izvor kabalističkih učenja je Zohar, komentar Biblije nastao u 13. veku, koji je pisan kao razgovor između grupe prijatelja, učenika i duhovnih učitelja.
Druga važna knjiga je Sefer habahir ili Bahir (Knjiga sjaja) prvi put izdata u Provansi 1174. godine, koja govori o tome da šta god se dešava „ovde“ dešava se i „tamo“, u Bogu, i da sve što postoji „ovde“ predstavlja različite beskonačne modalitete Boga i nosi različita božanska imena.

### Drvo deset sefirota
Sefer habahir govori i o deset iskonskih kosmičkih brojeva ili reči koje je stvorio Bog i kojima je stvorio svet. Dele se na gornje:
1. misao ili vrhovna kruna
2. mudrost ili prva tora
3. razum, znanje ili artikulisana tora,

i donje:
1. moć ili suđenje
2. veličina ili ljubav
3. lepota
4. sjaj
5. osnov
6. izdržljivost
7. kraljevstvo.

Ovo se zove drvo deset sefirota ili sefira. Sefiroti se aktiviraju izgovaranjem Božjih imena na hebrejskom, vizuelizacijom arhetipova vezanih za svaki pojedini sefirot, i različitih boja koje aktiviraju energije pojedinih sefirota.

### Drvo života
Drvo života u Kabali objašnjava put do Boga. Sastoji se od tri stuba: desnog – ženskog, levog – muškog i srednjeg stuba. Poklapa sa delovima ljudskog tijela – najviši sefirot odgovara glavi, najniži stopalima, srednji pleksusu, itd. Drvo života čini osnov svih kabalističkih magijskih rituala. Magijska praksa se odvija od najvišeg sefirota prema najnižem, dok se meditacijska praksa odvija obrnuto, od najnižeg prema najvišem.
Prema Kabali, svrha meditacijskih tehnika je razviti lične sposobnosti, a magijska praksa menja i stvara svet.

## Istorija
Kabala je nastala na osnovu usmenih predanja a pod tim imenom je ustoličena među Jevrejima u 12. veku. Kabala je pod jakim uticajem gnosticizma, neoplatonizma, sufizma kao i zoroastrizma. Najveću popularnost je doživela u 16. veku kada su je njeni zagovornici proširili ne samo po Evropi, već i među Jevrejima pod turskom vlašću. Prema tradicionalnom verovanju, Kabala je nastala još u Edenu.

## Kabala danas
Kabalu u moderno vreme predvodi više organizacija koje su izrasle iz hasidizma, na primer Bnej baruh. Ova organizacija predstavlja kabalistička učenja po Jehudi Ašlagu, koga mnogi smatraju najvećim kabalistom 19. veka i koji je izradio metod studiranja koji je smatrao najpogodnijim za modernog čoveka.
U poslednje vreme interesovanje za Kabalu pokazuju i nejevreji i slavne ličnosti, poput Madone.

## Spoljašnje veze
- Bnej baruh, digitalna biblioteka Архивирано на веб-сајту  (22. септембар 2006) (језик: енглески) (језик: руски)